# Отступ
Отступ — отклонение от края колонки одной или нескольких строк, идущих подряд.
Абзацный отступ часто путают с красной строкой.

## Отступы в вёрстке
Отбивка абзацев может происходить следующими способами:
- Отступ первой строки. U+2029  paragraph separator (HTML &#8233;) Сдвиг начала первой строки вправо относительно остальных строк. Согласно ОСТ 29.115-88 должен равняться 3 или 5 пробелам, вне зависимости от размера (кегля) шрифта.

- Обратный абзацный отступ или втяжка. Сдвиг начала первой строки влево относительно остальных строк. Первая строка набирается на полный формат, в то время как остальной текст набирается с отступом (втяжкой). Минимальный формат текста набранного со втяжкой не должен быть меньше 2,5 квадратов (45 мм)[источник не указан 3767 дней]. Такой абзац более заметен, но применяется реже из-за значительной потери полезной площади набора. Выгоден в перечислениях или при наборе текста, состоящего преимущественно из коротких одно-двухстрочных абзацев[1].

- Пропуск строки или швейцарский абзац[2].

В CSS-вёрстке для задания абзацного отступа используется свойство text-indent.

## Отступы в программировании
В языках программирования, отступы используются для форматирования исходного кода программы для улучшения читаемости. Отступы, как правило, необходимы только самим программистам; компиляторам и интерпретаторам обычно не важно, сколько пробелов присутствует между инструкциями. Однако некоторые языки программирования (Haskell, Occam, Python) используют отступы для синтаксического выделения блоков кода вместо операторных скобок.